# Elecciones al Parlamento Europeo de 2004 (Eslovaquia)
En las elecciones al Parlamento Europeo de 2004 en Eslovaquia, celebradas en junio, se escogió a los 14 representantes de dicho país para la sexta legislatura del Parlamento Europeo. Tras su reciente incorporación a la Unión Europea, es la primera participación de Eslovaquia en unos comicios europeos.

## Resultados
| Datos de participación | Datos de participación | Datos de participación |
| ---------------------- | ---------------------- | ---------------------- |
| Censo electoral        | 4.210.463              | 100%                   |
| Votantes               | 714.508                | 17,0                   |
| Abstención             | 3.495.955              | 83,0                   |
| Válidos                | 701.595                |                        |
| A candidatura          | 701.595                | 100,0                  |

| ← Elecciones al Parlamento Europeo de 2004 →                                      |         |       |         |
| Partido                                                                           | Votos   | %     | Escaños |
| Unión Demócrata y Cristiana Eslovaca (SDKÚ)                                       | 119.954 | 17,10 | 3       |
| Partido Popular-Movimiento por una Eslovaquia Democrática (ĽS-HZDS)               | 119.582 | 17,04 | 3       |
| Dirección (Tercera Vía) (SMER-SDL-SDSS-SZS)                                       | 118.535 | 16,90 | 3       |
| Movimiento Democrático Cristiano (KDH)                                            | 113.655 | 16,20 | 3       |
| Partido de la Coalición Húngara (SMK-MKP)                                         | 92.927  | 13,25 | 2       |
| Alianza del Nuevo Ciudadano (ANO)                                                 | 32.653  | 4,65  | 0       |
| Partido Comunista de Eslovaquia (KSS)                                             | 31.908  | 4,55  | 0       |
| Foro Libre (SF)                                                                   | 22.804  | 3,25  | 0       |
| Partido Nacional Eslovaco Partido Nacional de los Auténticos Eslovacos (SNS-PSNS) | 14.150  | 2,02  | 0       |
| Movimiento por la Democracia Unión Popular (LU)                                   | 11.914  | 1,70  | 0       |
| Partido Conservador Cívico (OKS)                                                  | 7.060   | 1,01  | 0       |
| Aktívne Ženy - Os Slovenska (AZ-OS)                                               | 4.940   | 0,70  | 0       |
| Rómske kresťanské demokratické hnutie v Slovenskej republike (RKDHSR)             | 4.856   | 0,69  | 0       |
| Živnostenská strana Slovenska (ZSSR)                                              | 2.464   | 0,35  | 0       |
| Partido Federalista Húngaro (MFS)                                                 | 1.598   | 0,23  | 0       |
| Unión Democrática (DU)                                                            | 1.354   | 0,19  | 0       |
| Partido Popular de Eslovaquia (SLS)                                               | 1.241   | 0,18  | 0       |